# 堀割橋
堀割橋（ほりわりばし）は、新潟県新潟市の関屋分水路に架かる、新潟市道文京町五十嵐二の町線2号の道路橋梁である。右岸（東側）は中央区堀割町、左岸（西側）は西区関屋堀割町に位置する。

## 概要
関屋分水路の工事に伴い1971年5月20日に完成。下流側から3番目に位置する。橋の長さは222.40 m。分水路下流側には浜浦橋、上流側には有明大橋がそれぞれ架かっている。片側1車線の計2車線で、新潟島（新潟市街地）と新潟市西部の住宅地を結ぶ。新潟大学方面への裏道、また、国道402号を通じて越後七浦シーサイドラインや柏崎市方面へも繋がっている。橋の名前は明治時代に関屋分水路の前身としてこの地域に小さな堀が作られたことに起因する。この地区の真ん中を関屋分水路が貫通したことにより、中央区にある東側（右岸）が堀割町、西区にある西側（左岸）が関屋堀割町という地名になった。

## 歴史
- 1971年5月20日：開通。当時は主要地方道新潟寺泊柏崎線。
- 1982年4月1日：国道402号に指定変更。
- 2011年4月2日：新潟市道文京町五十嵐二の町線に指定変更。同1号は起点より中央区内まで、同2号は堀割橋東詰より西区内を経て終点まで。